# 狩山幹生
狩山 幹生（かりやま みきお、2001年11月12日 - ）は将棋棋士。井上慶太九段門下。棋士番号は330。岡山県倉敷市出身。

## 棋歴
小学1年生のときに祖父を相手に将棋を始め、大山名人記念館の将棋教室などで腕を磨いた。
小学6年生の時、倉敷王将戦高学年の部で全国3位入賞を果たす。
中学1年生の時に奨励会へ入会すると、岡山県立倉敷古城池高等学校の3年生時に三段となり、三段リーグへ参戦した。
デビューとなった第66回三段リーグでは7勝11敗と苦戦するも、第67回と第68回では11勝7敗と成績を安定させた。そして4回目となった第69回三段リーグでは競争相手の柵木幹太が最終日に1勝1敗に終わった事もあり、通算13勝5敗の2位となる成績を挙げ、同じ井上慶太門下の横山友紀と共に四段昇段を決めた。
岡山県出身の棋士は、同門の兄弟子にあたる菅井竜也以来11年ぶりとなり、倉敷市出身では大山康晴十五世名人以来81年ぶりとなる。また、同門の三段からの同時昇段は、共に森信雄門下の千田翔太、竹内雄悟が昇段した第52回以来8年半ぶりであった。
なお、三段時代の公式戦は成績が振るわず、同一の三段相手に連敗して0勝2敗に終わっている。

### プロ入り後
デビューの2021年度は、プロ初対局の相手が塚田恵梨花（塚田にとっても男性棋戦初対局であった）、次局も里見香奈と二局続けて女流棋士との対局という稀なスタートを切ると、この二局を含めて5連勝と上々のプロデビューを飾った（最終的な成績は8勝3敗）。
2022年度は、順位戦デビューとなった第81期順位戦C級2組において、7勝3敗と上々の成績を収めた。加えて棋士編入試験（非公式戦扱い）の試験官として2回登場。1度目は2022年10月13日に女流棋士・女性で初めて受験した里見香奈に勝利（里見は狩山戦の敗北で不合格）、2度目は2023年01月21日に奨励会経験が無いままに初めて棋士編入試験の受験資格を得た小山怜央アマに勝利（しかも小山に黒星を付けた唯一の試験官=プロ棋士でもある）。棋士編入試験の試験官経験のある棋士自体が少数である中、狩山は試験官を二度務めた3人の一人であり、唯一の「棋士編入試験で2勝を挙げた試験官」となった。

## 棋風
- 居飛車党で「自分から仕掛けることは絶対にしない」とも話す徹底した受け将棋を持ち味としており、その独特な棋風は「狩山ワールド」とも評されている[8][9]。
- 粘り強さにも定評があり、敵陣に入玉した状態での終局図も珍しくない。

## 昇段履歴
昇段規定は、将棋の段級 を参照。
- 2014年09月00日 : 6級 = 奨励会入会
- 2019年05月11日 : 三段（第66回奨励会三段リーグ〈2019年度後期〉からリーグ参加）
- 2021年10月01日 : 四段（第69回奨励会三段リーグ成績2位） = プロ入り[1]
- 2024年11月05日 : 五段（竜王ランキング戦連続2回昇級、通算74勝42敗）[10][11]

## 主な成績
タイトル棋戦
- 竜王戦：第38期 4組（4勝、3組昇級）／ 過去最高：4組（4勝、第38期）
- 順位戦：第84期 C級2組・序列9位 ／  過去最高：C級2組・序列16位（8勝2敗、第83期）
- 叡王戦：第10期 予選敗退 ／ 過去最高：予選（2勝、第8期 四段戦）
- 王位戦：第66期 予選敗退 ／ 過去最高：予選（1勝、第64期、第66期）
- 王座戦：第73期 一次予選敗退 ／ 過去最高：一次予選（3勝、第73期）
- 棋聖戦：第97期 一次予選 2勝 ／ 過去最高：一次予選（1勝、第94期、第95期、第96期）
- 棋王戦：第51期 予選敗退 ／ 過去最高：本戦3回戦（1勝、第50期）
- 王将戦：第75期 一次予選 敗退 ／ 過去最高：一次予選（5勝、第75期）

一般棋戦・若手棋戦
- 朝日杯：第18回 一次予選 敗退 ／ 過去最高：一次予選（2勝、第16回）
- 銀河戦：第33期 本戦敗退 ／ 過去最高：本戦（1勝、第33期）
- NHK杯：第75回 予選敗退 ／ 過去最高：予選（2勝、第75回）
- 新人王戦：第56期 敗退 ／ 過去最高：2勝（第55期）
- 加古川青流戦：（第15期以降 出場なし） ／ 過去最高：2勝（第13期、第14期）

### 在籍クラス
| 開始 年度 | (出典)順位戦出典 | (出典)順位戦出典 | (出典)順位戦出典 | (出典)順位戦出典 | (出典)順位戦出典 | (出典)順位戦出典 | (出典)順位戦出典 | (出典)順位戦出典 | (出典)竜王戦出典 | (出典)竜王戦出典 | (出典)竜王戦出典 | (出典)竜王戦出典 | (出典)竜王戦出典 | (出典)竜王戦出典 | (出典)竜王戦出典 | (出典)竜王戦出典 | (出典)竜王戦出典 | (出典)竜王戦出典 |
| 開始 年度 | 期               | 名人             | A級              | B級              | B級              | C級              | C級              | 0                | 期               | 竜王             | 1組              | 2組              | 3組              | 4組              | 5組              | 6組              | 決勝 T           |                  |
| 開始 年度 | 期               | 名人             | A級              | 1組              | 2組              | 1組              | 2組              | 0                | 期               | 竜王             | 1組              | 2組              | 3組              | 4組              | 5組              | 6組              | 決勝 T           |                  |
| --- | ---------------- | ---------------- | ---------------- | ---------------- | ---------------- | ---------------- | ---------------- | ---------------- | ---------------- | ---------------- | ---------------- | ---------------- | ---------------- | ---------------- | ---------------- | ---------------- | ---------------- | ---------------- |
| 2021 | 80               | 四段昇段前       | 四段昇段前       | 四段昇段前       | 四段昇段前       | 四段昇段前       | 四段昇段前       | 四段昇段前       | 35               |                  |                  |                  |                  |                  |                  | 6組              | --               | 2-1/昇1-1        |
| 2022 | 81               |                  |                  |                  |                  |                  | C254             | 7-3              | 36               |                  |                  |                  |                  |                  |                  | 6組              | --               | 4-1/昇1-0        |
| 2023 | 82               |                  |                  |                  |                  |                  | C216             | 6-4              | 37               |                  |                  |                  |                  |                  | 5組              |                  | --               | 2-1/昇3-0        |
| 2024 | 83               |                  |                  |                  |                  |                  | C216             | 8-2              | 38               |                  |                  |                  |                  | 4組              |                  |                  | --               | 4-1 (2位)        |
| 2025 | 84               |                  |                  |                  |                  |                  | C209             | -                | 39               |                  |                  |                  | 3組              |                  |                  |                  | --               | -                |
| 順位戦、竜王戦の 枠表記 は挑戦者。右欄の数字は勝-敗(番勝負/PO含まず)。 順位戦の右数字はクラス内順位 ( x当期降級点 / *累積降級点 / +降級点消去 ) 順位戦の「F編」はフリークラス編入 /「F宣」は宣言によるフリークラス転出。 竜王戦の 太字 はランキング戦優勝、竜王戦の 組(添字) は棋士以外の枠での出場。 |                  |                  |                  |                  |                  |                  |                  |                  |                  |                  |                  |                  |                  |                  |                  |                  |                  |                  |

### 年度別成績
| 年度             | 対局数 | 勝数 | 負数 | 勝率   | (出典) | 通算成績 | 通算成績 | 通算成績 | 通算成績 | 通算成績 |
| ---------------- | ------ | ---- | ---- | ------ | ------ | -------- | -------- | -------- | -------- | -------- |
| 2021年度         | 11     | 8    | 3    | 0.7272 | [ 14 ] | 対局数   | 勝数     | 負数     | 勝率     | (出典)   |
| 2022年度         | 40     | 24   | 16   | 0.6000 | [ 15 ] | 51       | 32       | 19       | 0.6274   | [ 16 ]   |
| 2023年度         | 37     | 23   | 14   | 0.6216 | [ 17 ] | 88       | 55       | 33       | 0.6250   | [ 18 ]   |
| 2024年度         | 52     | 36   | 16   | 0.6923 | [ 19 ] | 140      | 91       | 49       | 0.6500   | [ 20 ]   |
| (小計) 2021-2024 | 140    | 91   | 49   | 0.6500 | [ 20 ] |          |          |          |          |          |
| 通算             | 140    | 91   | 49   | 0.6500 | [ 20 ] |          |          |          |          |          |
| 2024年度まで     |        |      |      |        |        |          |          |          |          |          |

### 記録
- 竜王戦ランキング戦連続昇級 - 3期連続（第36期-第38期、継続中）
- 棋士編入試験で試験官として2勝 - 受験者2名（里見香奈、小山怜央）に各1勝（史上初・最多勝利）